# Башенная площадь (Таллин)
Ба́шенная пло́щадь, также пло́щадь То́рниде (эст. Tornide väljak) — парк в Таллине, расположен между улицами Сууртюки, Раннамяэ, Нунне, Суур-Клоостри, примыкает с северо-запада к городской крепостной стене.

## История
Первоначально территория относилась к владениям близрасположенного женского цистерцианского монастыря Св. Михаила. С возведением городских укреплений оказалась вне городской черты и использовалась как военный плац, здесь косили траву горожане для домашнего скота. Во время шведского управления Таллином здесь планировалось, так и неосуществлённое, строительство бастиона «Финляндия». В конце XIX века место рассматривалось как одно из возможных для возведения собора Александра Невского. Проект строительства был отклонён из-за близости железнодорожных путей и связанным с этим шумом, создаваемым железнодорожным сообщением. Частной застройке площади препятствовал болотистый характер местности.

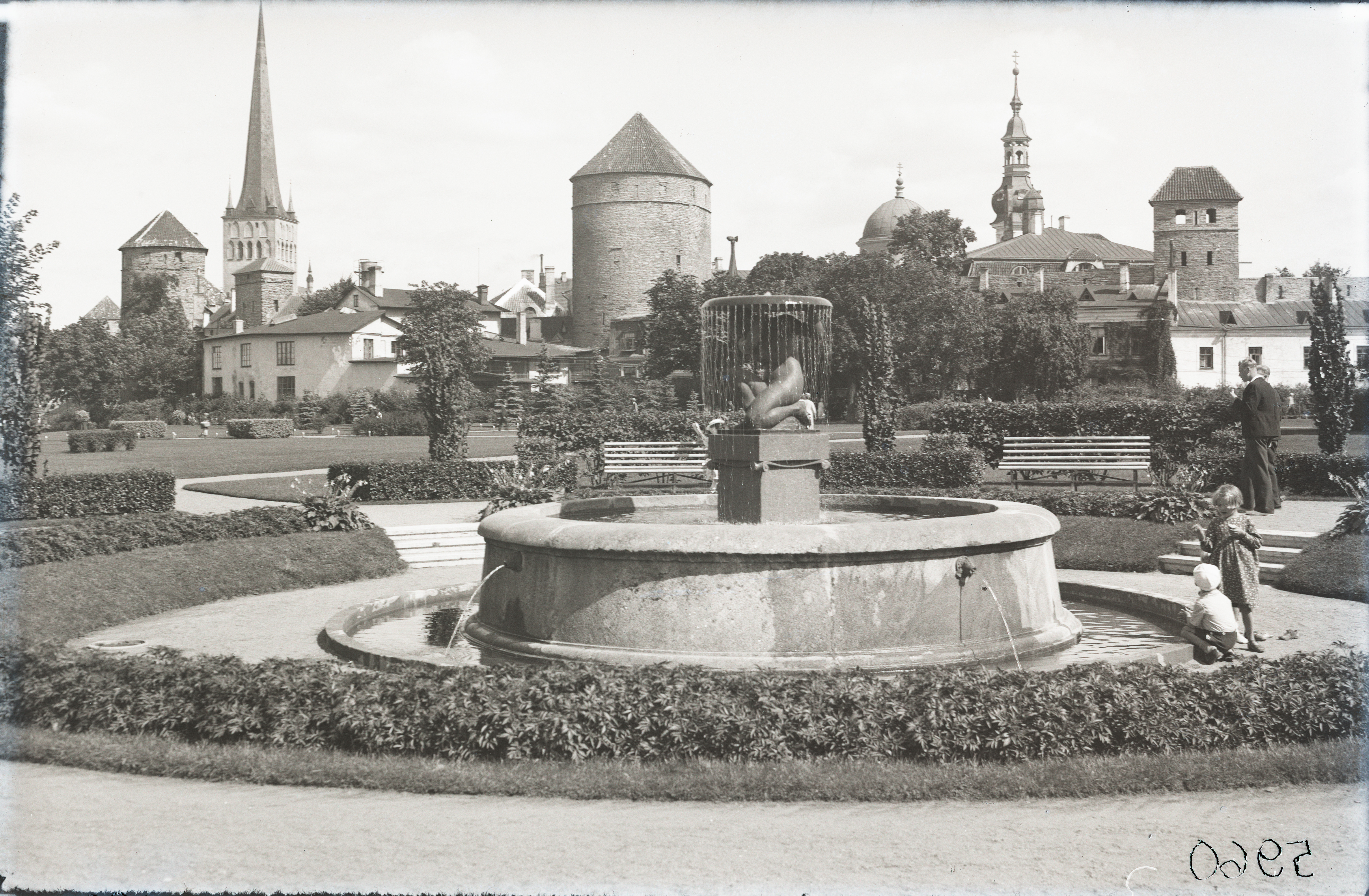
Башенная площадь в 1930-х годах

В 1896 году городские власти передали территорию Эстляндскому обществу земледелия для организации ежегодных выставок, за местностью закрепилось название — Выставочный плац. С осени 1921 года тут выставлялись и промышленники, и торговцы. Свои впечатления от посещения открывшегося в 1923 году советского павильона оставил архитектор Александр Владовский. В 1930 году выставка здесь работала последний раз и была переведена в другое место, последний павильон — восьмигранная ротонда — использовалась для проведения концертов и киносеансов и в 1933 году сгорела в пожаре.
В 1932 году площадь стала называться Башенной, территория стала парком, первые работы по благоустройству были проведены в 1930-х годах.
В советские времена, с 1945 по 1961 год, площадь называлась Сталинградской (эст. Stalingradi väljak), здесь был воздвигнут памятник М. И. Калинину (1950, скульптор А. Каазик, архитектор А. Алас, снесён в 1990 году).
Парк используется как площадка для выставок по тематике «зелёная зона», на протяжении последних нескольких лет в летнее время (с мая по октябрь) здесь проходит Международный фестиваль цветов, экспозиция бесплатна и открыта круглосуточно.
С 2004 года парк является природоохранной зоной и распоряжением Правительства Эстонии от 6 мая 2004 года внесён в список охраняемых парков Таллина.

## Достопримечательности
Фонтан «Женщина с блюдом» (эст. Naine vaagnaga, скульптор Юхан Раудсепп, 1935). Гранитная чаша этого фонтана в XIX веке служила оградой колодца, расположенного во дворе Западной (артиллерийской) батареи Таллинского порта.

## Галерея

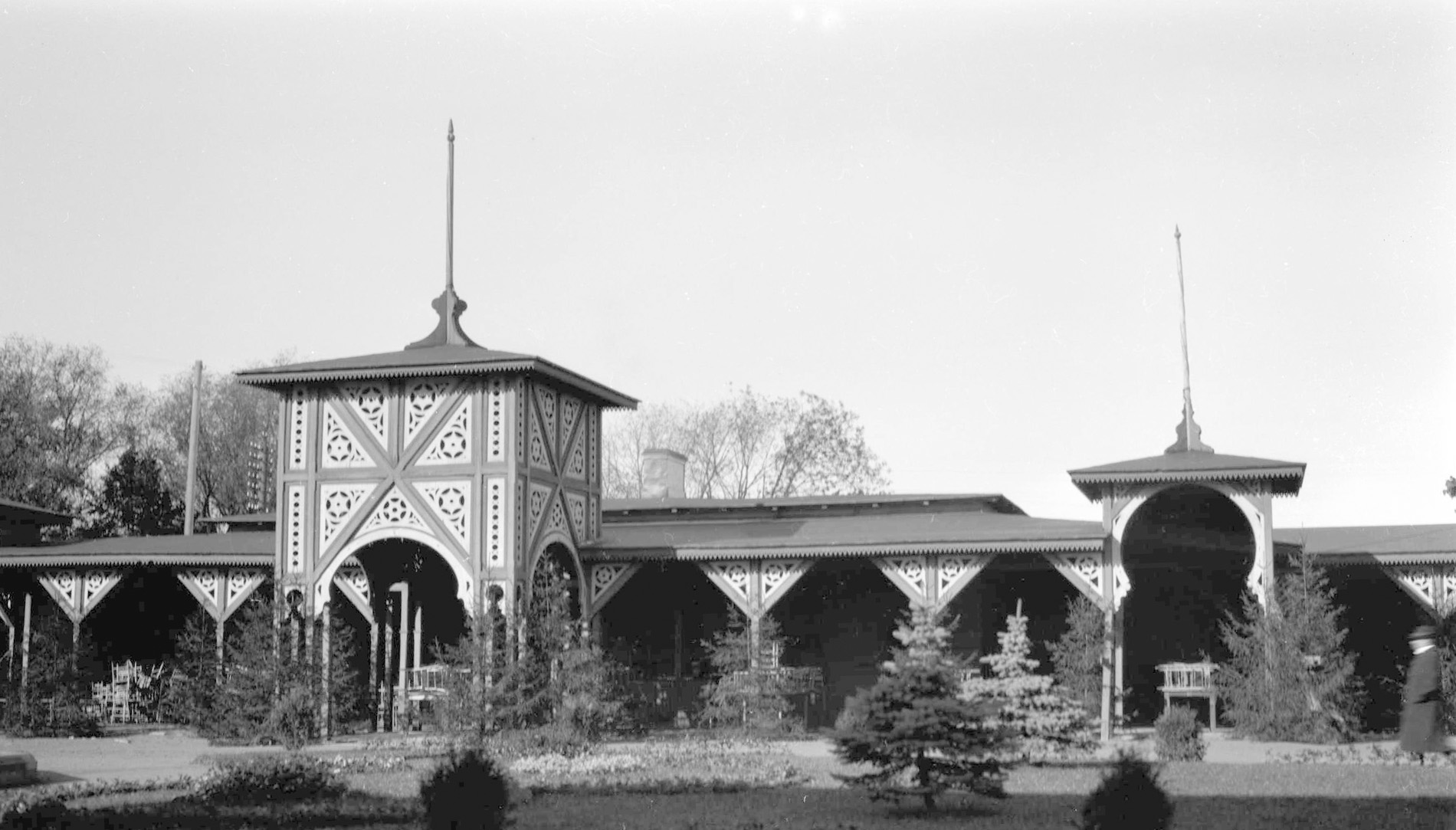
Сельскохозяйственная ярмарка на Башенной площади, 1920–1930-е годы
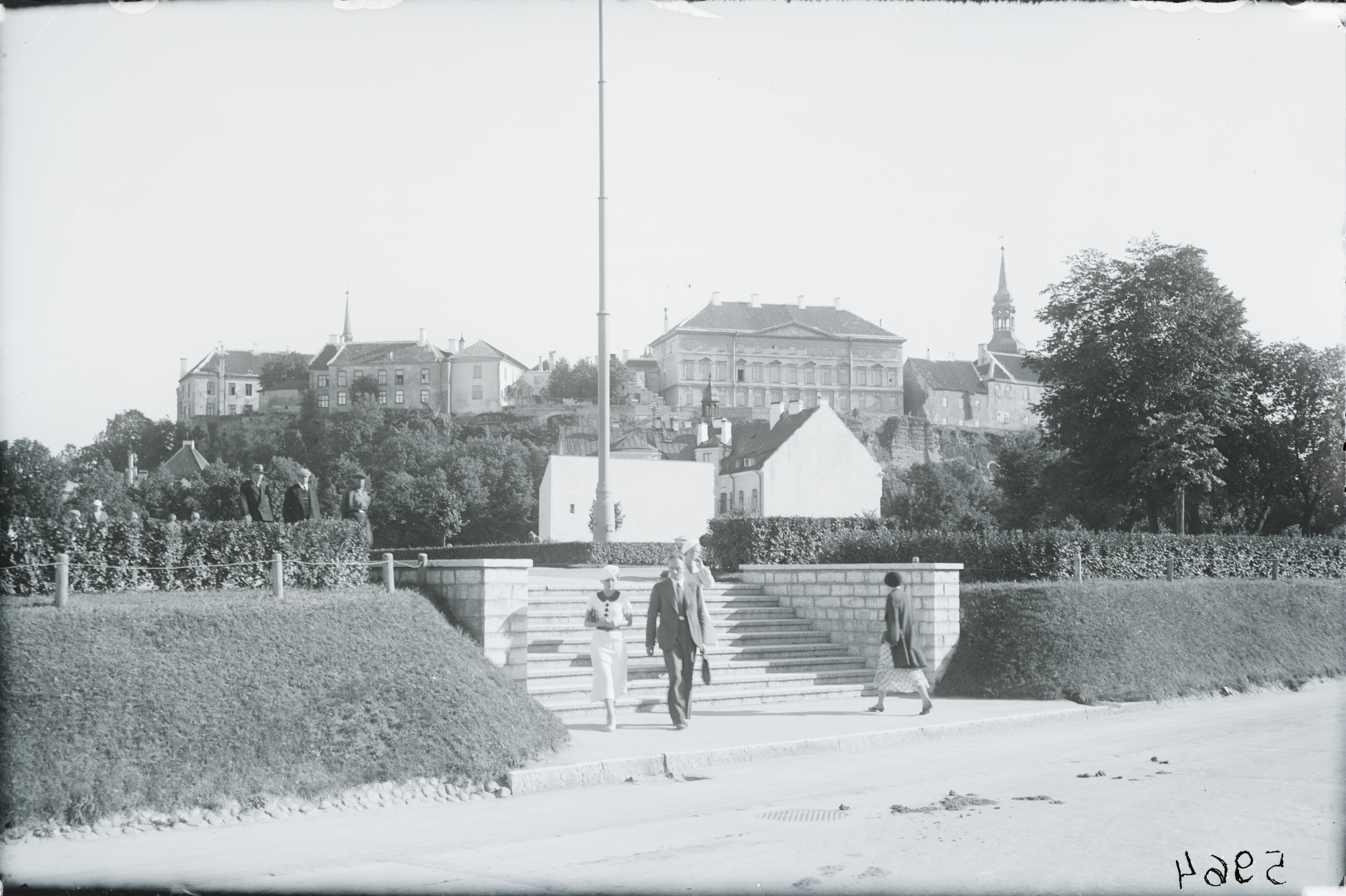
Лестница Башенной площади, 1930–1940-е годы
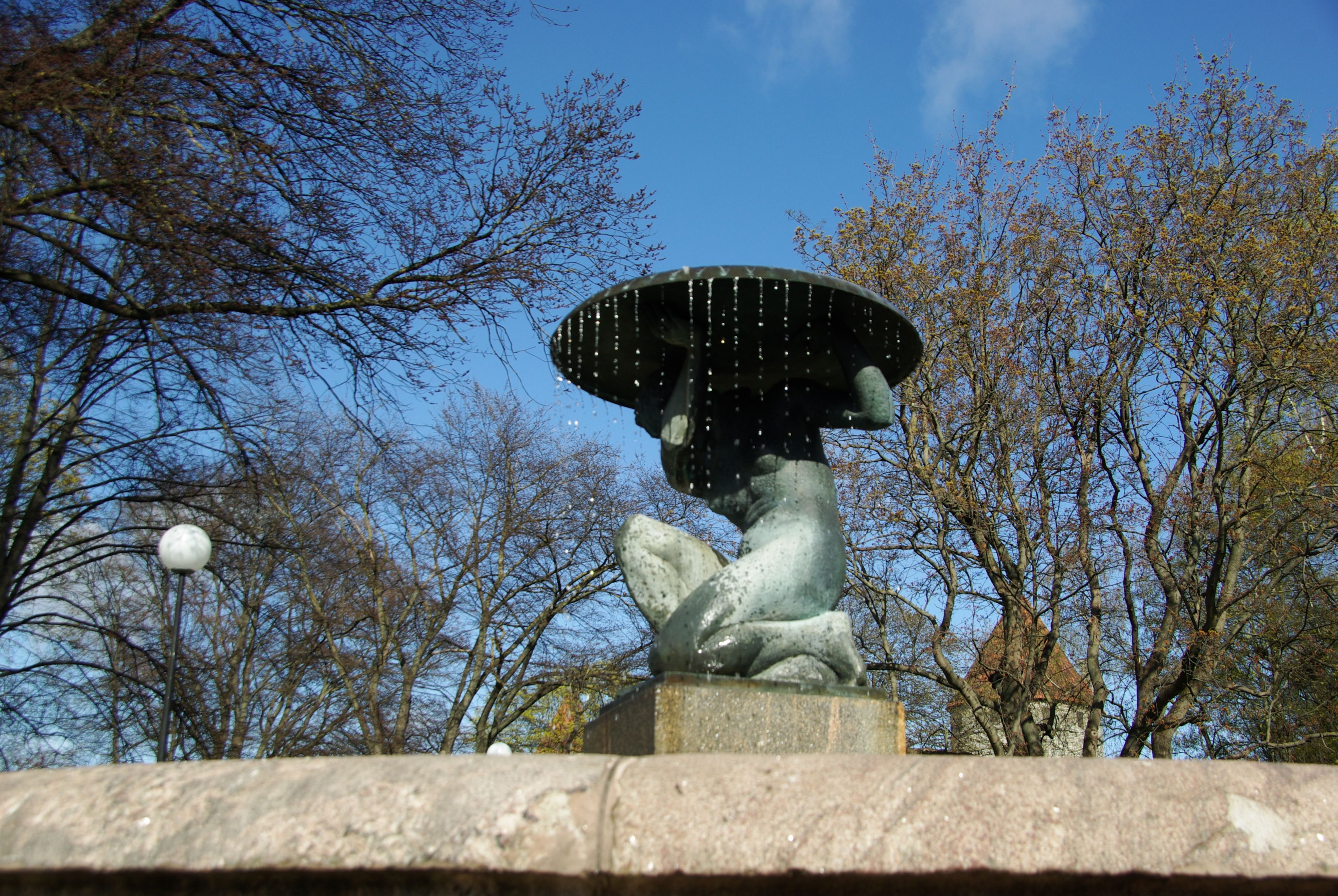
Фонтан «Женщина с блюдом»
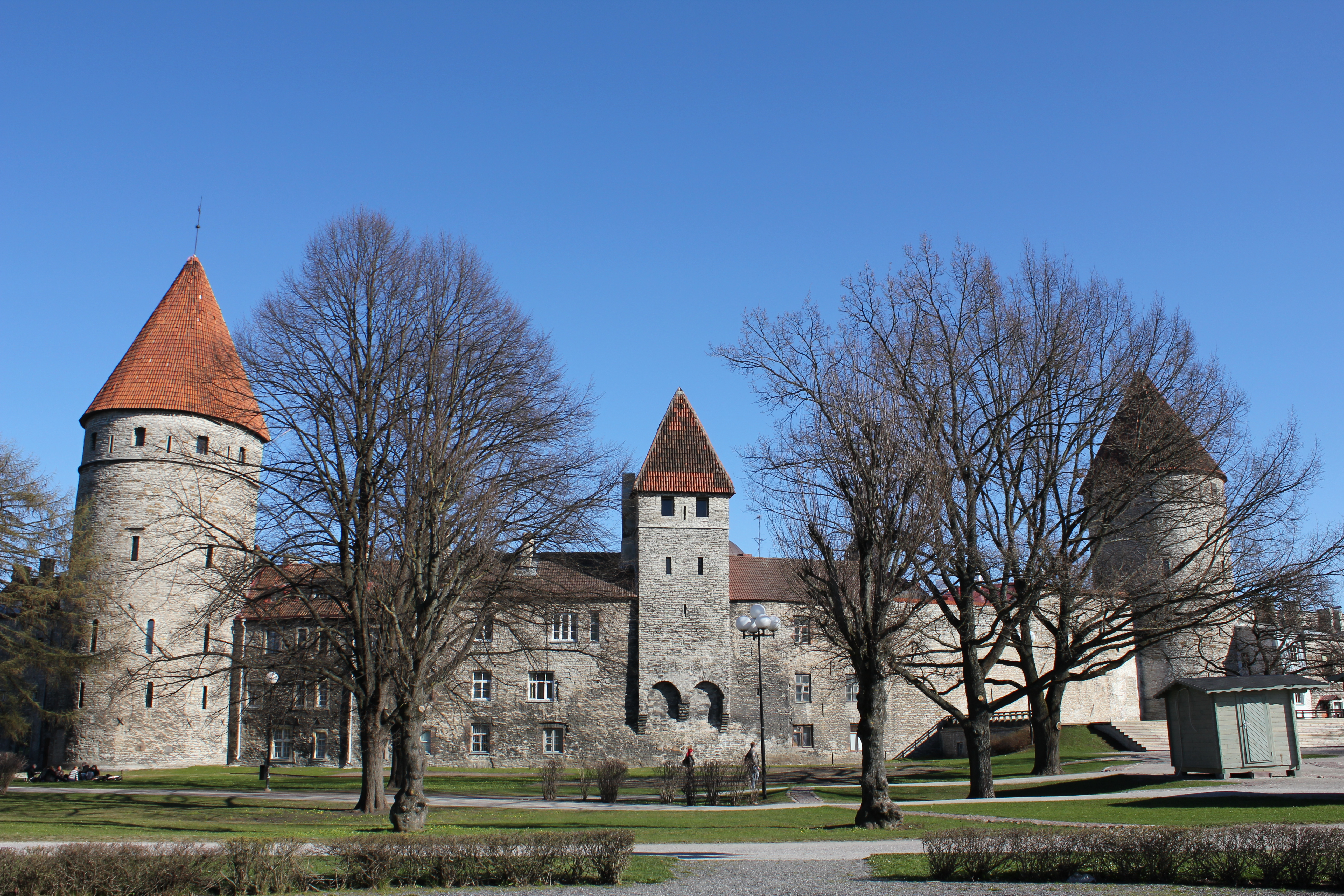
Башенная площадь в мае, 2010 год
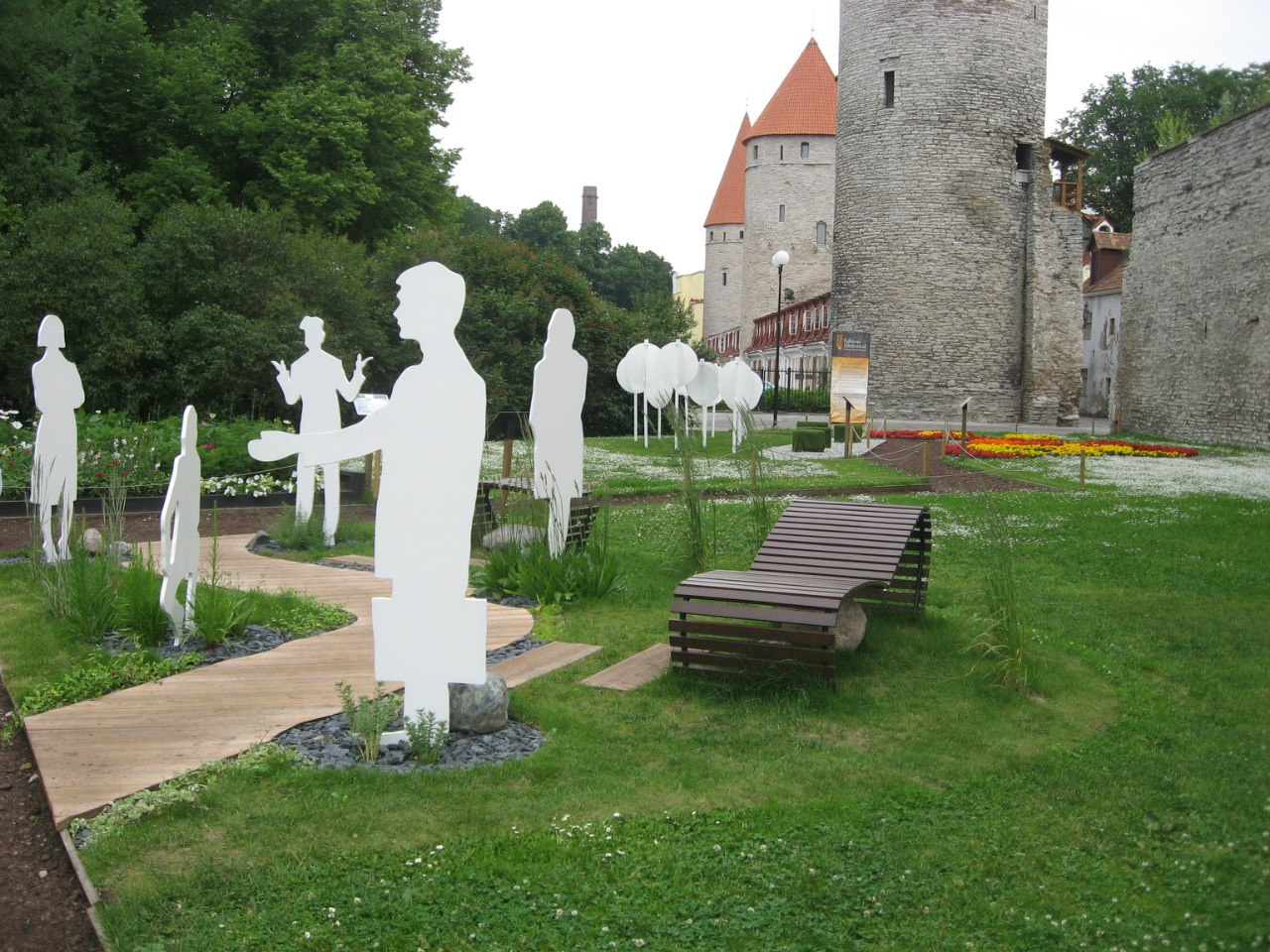
«Фестиваль цветов» на Башенной площади, 2013 год